# Campionati europei di atletica leggera 2014 - 400 metri piani maschili
I 400 metri piani maschili ai Campionati europei di atletica leggera 2014 si sono svolti tra il 12, 13 e 15 agosto 2014 presso lo Stadio Letzigrund di Zurigo in Svizzera.

## Risultati

### Batterie
Si qualificano in semifinale i primi 4 in ogni batteria (Q) e i 4 migliori tempi (q).
| Class | Gruppo | Corsia | Nome                   | Nazionale     | Tempo | Note |
| ----- | ------ | ------ | ---------------------- | ------------- | ----- | ---- |
| 1     | 2      | 4      | Maksim Dyldin          | Russia        | 45.45 | Q,   |
| 2     | 5      | 8      | Martyn Rooney          | Gran Bretagna | 45.48 | Q    |
| 3     | 1      | 2      | Mame-Ibra Anne         | Francia       | 45.57 | Q    |
| 4     | 2      | 6      | Liemarvin Bonevacia    | Paesi Bassi   | 45.65 | Q    |
| 5     | 3      | 3      | Jakub Krzewina         | Polonia       | 45.68 | Q    |
| 6     | 1      | 7      | Kévin Borlée           | Belgio        | 45.72 | Q    |
| 7     | 2      | 5      | Marek Niit             | Estonia       | 45.74 | Q,   |
| 8     | 2      | 8      | Jonathan Borlée        | Belgio        | 45.77 | Q    |
| 9     | 5      | 5      | Samuel García          | Spagna        | 45.80 | Q    |
| 10    | 5      | 1      | Kamghe Gaba            | Germania      | 45.80 | Q    |
| 11    | 3      | 2      | Ricardo dos Santos     | Portogallo    | 45.81 | Q,   |
| 12    | 3      | 7      | Conrad Williams        | Gran Bretagna | 45.90 | Q    |
| 13    | 5      | 6      | Nick Ekelund-Arenander | Danimarca     | 45.91 | Q    |
| 14    | 1      | 8      | Łukasz Krawczuk        | Polonia       | 45.92 | Q    |
| 15    | 1      | 4      | Pavel Trenikhin        | Russia        | 46.03 | Q    |
| 16    | 4      | 3      | Matthew Hudson-Smith   | Gran Bretagna | 46.07 | Q    |
| 17    | 2      | 2      | Rafał Omelko           | Polonia       | 46.10 | q    |
| 18    | 5      | 3      | Miloš Raović           | Serbia        | 46.12 | q    |
| 19    | 4      | 4      | Donald Sanford         | Israele       | 46.18 | Q    |
| 20    | 2      | 7      | Richard Morrissey      | Irlanda       | 46.20 | q,   |
| 21    | 3      | 8      | Yannick Fonsat         | Francia       | 46.23 | Q    |
| 22    | 1      | 6      | Vitaliy Butrym         | Ucraina       | 46.30 | q    |
| 23    | 3      | 4      | Julien Watrin          | Belgio        | 46.31 |      |
| 24    | 4      | 6      | Brian Gregan           | Irlanda       | 46.33 | Q    |
| 25    | 3      | 5      | Davide Re              | Italia        | 46.34 |      |
| 26    | 2      | 3      | Patrik Šorm            | Rep. Ceca     | 46.35 |      |
| 27    | 1      | 3      | Daniel Němeček         | Rep. Ceca     | 46.47 |      |
| 28    | 5      | 7      | Lorenzo Valentini      | Italia        | 46.61 |      |
| 29    | 4      | 5      | Matteo Galvan          | Italia        | 46.64 | Q    |
| 30    | 4      | 8      | Jan Tesař              | Rep. Ceca     | 46.65 |      |
| 31    | 5      | 4      | Karsten Warholm        | Norvegia      | 46.73 |      |
| 32    | 4      | 7      | Yavuz Can              | Turchia       | 46.90 |      |
| 33    | 4      | 2      | Johan Wissman          | Svezia        | 46.93 |      |
| 34    | 3      | 6      | Yevhen Hutsol          | Ucraina       | 46.96 |      |
| 35    | 1      | 5      | Bálint Móricz          | Ungheria      | 47.04 |      |
| 36    | 1      | 1      | Mateo Ružić            | Croazia       | 47.06 |      |
| 37    | 3      | 1      | Batuhan Altıntaş       | Turchia       | 47.35 |      |
| 38    | 2      | 1      | Željko Vincek          | Croazia       | 48.32 |      |
| 39    | 5      | 2      | Fabian Haldner         | Liechtenstein | 50.55 |      |
| 40    | 4      | 1      | Karl Baldachino        | Gibilterra    | 55.09 |      |

### Semifinale
Si qualificano alla finele i primi 2 in ogni batteria (Q) e i 2 migliori tempi (q)
| Class | Gruppo | Linea | Nome                   | Nazione       | Tempo | Note                                     |
| ----- | ------ | ----- | ---------------------- | ------------- | ----- | ---------------------------------------- |
| 1     | 3      | 3     | Matthew Hudson-Smith   | Gran Bretagna | 45.30 | Q                                        |
| 2     | 3      | 8     | Jonathan Borlée        | Belgio        | 45.38 | Q                                        |
| 3     | 3      | 5     | Donald Sanford         | Israele       | 45.39 | q,                                       |
| 4     | 2      | 6     | Martyn Rooney          | Gran Bretagna | 45.40 | Q                                        |
| 5     | 3      | 4     | Jakub Krzewina         | Polonia       | 45.47 | q                                        |
| 6     | 2      | 5     | Samuel García          | Spagna        | 45.58 | Q                                        |
| 7     | 2      | 4     | Ricardo dos Santos     | Portogallo    | 45.74 | Record nazionale                         |
| 8     | 3      | 6     | Mame-Ibra Anne         | Francia       | 45.79 |                                          |
| 9     | 2      | 3     | Marek Niit             | Estonia       | 45.80 |                                          |
| 10    | 3      | 7     | Brian Gregan           | Irlanda       | 45.81 | Miglior prestazione personale stagionale |
| 11    | 1      | 8     | Conrad Williams        | Gran Bretagna | 45.85 | Q                                        |
| 12    | 1      | 6     | Kamghe Gaba            | Germania      | 46.01 | Q                                        |
| 13    | 1      | 4     | Maksim Dyldin          | Russia        | 46.05 |                                          |
| 14    | 3      | 2     | Miloš Raović           | Serbia        | 46.09 |                                          |
| 15    | 1      | 3     | Kévin Borlée           | Belgio        | 46.15 |                                          |
| 16    | 2      | 7     | Łukasz Krawczuk        | Polonia       | 46.24 |                                          |
| 17    | 2      | 2     | Matteo Galvan          | Italia        | 46.32 |                                          |
| 18    | 1      | 5     | Liemarvin Bonevacia    | Paesi Bassi   | 46.38 |                                          |
| 19    | 2      | 8     | Pavel Trenikhin        | Russia        | 46.40 |                                          |
| 20    | 2      | 1     | Richard Morrissey      | Irlanda       | 46.64 |                                          |
| 21    | 1      | 1     | Rafał Omelko           | Polonia       | 46.69 |                                          |
| 22    | 1      | 2     | Yannick Fonsat         | Francia       | 46.83 |                                          |
| 23    | 1      | 7     | Nick Ekelund-Arenander | Danimarca     | 47.16 |                                          |
| 24    | 3      | 1     | Vitaliy Butrym         | Ucraina       | 48.16 |                                          |

### Finale
| Class   | Corsia | Nome                 | Nazione       | Tempo | Note                          |
| ------- | ------ | -------------------- | ------------- | ----- | ----------------------------- |
| Oro     | 3      | Martyn Rooney        | Gran Bretagna | 44.71 | EL                            |
| Argento | 6      | Matthew Hudson-Smith | Gran Bretagna | 44.75 | Miglior prestazione personale |
| Bronzo  | 2      | Donald Sanford       | Israele       | 45.27 | Record nazionale              |
| 4       | 1      | Jakub Krzewina       | Polonia       | 45.52 |                               |
| 5       | 5      | Conrad Williams      | Gran Bretagna | 45.53 |                               |
| 6       | 7      | Kamghe Gaba          | Germania      | 45.83 |                               |
| 7       | 8      | Samuel García        | Spagna        | 46.35 |                               |
| -       | 4      | Jonathan Borlée      | Belgio        | dns   |                               |